# Козиевка (Харьковская область)
Козиевка (укр. Козіївка) — село, Козиевский сельский совет, Краснокутский район, Харьковская область.
Код КОАТУУ — 6323583201. Население по переписи 2001 года составляет 2338 (1040/1298 м/ж) человек.
Является административным центром Козиевского сельского совета, в который, кроме того, входят сёла Городнее, Прокопенково, Ходунаевка и посёлок Лучки.

## Географическое положение
Село Козиевка находится на расстоянии 10 км от Краснокутска и в 4 км от реки Мерла (правый берег).
К селу примыкает село Городнее.
В селе берёт своё начало речушка Городенька на которой сделано несколько запруд.
Через село проходит автомобильная дорога Т-1701 (Т-1702).

## История
- Основано в середине 17 века.[1]
- 1682 — дата первого письменного упоминания, как слободы.[1]

Относилась к Городнянской сотне Ахтырского полка.
- 9 февраля 1709 года между Городним и Козиевкой, за полгода до Полтавской битвы, состоялся бой российских войск под командованием генералов Рена и Шаумбурга с шведскими войсками Карла XII. На правом берегу речки Городеньки шведы попали в засаду, были разбиты и прогнаны до Краснокутска. На левом берегу речки русские драгуны, сделав залп из ружей, ударили в штыки и разорвали линию шведских войск. Под Карлом убили коня, также были убиты 6 его телохранителей-драбантов. Шведский строй был прорван и распадался, началось отступление. 
 Сам король Карл с группой солдат и Мазепой укрылся в водяной мельнице и ожидал плена. Утром шведский генерал Круз, собрав войска, пошёл спасать короля. 
В отместку Карл XII приказал полностью сжечь Краснокутск, Козиевку[1] и Городнее.

В 1732 году в слободе проживало 209 полковых казаков, 569 подпомощников, 29 подсоседков, 10 владельческих подданных (женщины и дети не учитывались, так как не платили налогов); в слободе была школа.
С 1765 года Козиевка относилась к Богодуховскому комиссарству Ахтырской провинции Харьковского наместничества.
В 1773 году в слободе было 2179 жителей, в основном войсковых обывателей. В слободе работали семь винокурен.
Во время Великой Отечественной войны с 10 августа 1941 по февраль 1943 и с марта 1943 до 10 августа 1943 селение находилось под немецкой оккупацией.
За время оккупации немцы уничтожили триста жилых домов, все колхозные постройки, два клуба, библиотеку, школу. На принудительные работы в Германию было вывезено 190 человек; 20 семей партизан отправили в концлагеря.
В годы войны 825 жителей села воевали на фронтах в рядах Советской армии; из них погибли 429 воинов; 396 были награждены боевыми орденами и медалями СССР.
В 1950 году здесь действовали винодельческий, садо- и ягодоводческий совхоз «Глобовский» и шесть небольших колхозов.
В 1960-е годы основой экономики посёлка являлись два колхоза мясо-молочного направления, образованные в 1956 году: имени Ленина с 4244 га земли и имени XX съезда КПСС с 4342 га земли. В колхозах имелось семь кирпичных коровников, четыре свинарника, четыре широкогабаритных птичника, два брудера, восемь артезианских колодцев, два телятника, два кирпичных завода. Оба колхоза были объединены в 1971 году в один — имени В.И. Ленина.
В 1976 году население составляло 3721 человек.

## Экономика
- Молочно-товарная ферма.
- «Козиевское», ООО

## Достопримечательности
- Братская могила советских активистов и советских воинов. Похоронено 429 воинов.
- Братская могила советских воинов. Похоронено 62 воинов.

## Религия
- Церковь Покрова Пресвятой Богородицы[5].